# Escándalo de corrupción en admisiones universitarias del 2019
En 2019, se descubrió un escándalo  sobre una conspiración criminal para influir las decisiones de admisiones de estudiantes en varias universidades superiores estadounidenses. La investigación fue nombrada Operación Varsity Blues. La investigación y los cargos relacionados, fueron hechos públicos el 12 de marzo de 2019 por fiscales federales de los Estados Unidos. Al menos 53 personas han sido acusadas como parte de la conspiración de los cuales una parte se declararon culpables. Treinta y tres padres de solicitantes universitarios están acusados de pagar más de USD$25 millones entre 2011 y 2018 a William Rick Singer, organizador de la trama, quién utilizó parte del dinero para incrementar fraudulentamente los resultados de la prueba de examen de ingreso y sobornar a oficiales universitarios.

## Desarrollo del escándalo
Singer controlaba las dos empresas implicadas en la trama, Key Worldwide Foundation y The Edge College & Career Network (también conocida como "The Key"). Se declaró culpable y cooperó con la Oficina Federal de Investigaciones (FBI) en la recopilación de pruebas incriminatorias contra los co-conspiradores Dijo que facilitó de forma poco ética la admisión a la universidad de los jóvenes de más de 750 familias. Singer se enfrenta a hasta 65 años de prisión, y a una multa de 1,25 millones de dólares.

## Consecuencias
Los fiscales de la Oficina del Fiscal del Distrito de Massachusetts, dirigidos por el Fiscal de los Estados Unidos Andrew Lelling, presentaron acusaciones y denuncias por delitos de conspiración para cometer fraude contra 50 personas, incluyendo a Singer, que ha sido "descrito [...] como una mente criminal", contra el personal universitario que sobornó y de los padres que supuestamente utilizaron el soborno y el fraude para asegurar la admisión de sus hijos en 11 universidades. Entre los padres acusados se encuentran destacados empresarios y conocidos actores. Esos cargos tienen una pena máxima de 20 años de prisión, libertad supervisada de tres años y una multa de 250.000 dólares. Un mes más tarde, 16 de los padres también fueron acusados por la fiscalía de un presunto delito de conspiración para el blanqueo de dinero. Este tercer cargo tiene una pena máxima de 20 años de prisión, tres años de libertad vigilada y una multa de 500.000 dólares. 
El nombre de la investigación, Operación Varsity Blues, procede de una película del mismo nombre de 1999. El caso es el mayor de este tipo que ha procesado el Departamento de Justicia de EE. UU.
El miércoles 3 de enero de 2023, Singer fue sentenciado a tres años y medio de cárcel.